# Богдановцы (Хмельницкий район)
Богдановцы (укр. Богданівці) — посёлок в Хмельницкой городской общине Хмельницкого района Хмельницкой области Украины.
Население по переписи 2001 года составляло 1174 человека. Почтовый индекс — 31345. Телефонный код — 382. Занимает площадь 1,09 км². Код КОАТУУ — 6825083302.

## Местный совет
31345, Хмельницкая обл., Хмельницкий р-н, с. Копыстин, ул. Ленина, 86